# 稲用博美
稲用 博美（いなもち ひろみ、1953年3月10日 - ）は、日本の地方公務員。宮崎県副知事を経て、公立大学法人宮崎県立看護大学理事長。

## 人物・経歴
宮崎県延岡市北小路生まれ。宮崎県立延岡高等学校を経て、1975年名古屋大学経済学部卒業、宮崎県入庁。2001年企画調整部副参事兼企画調整課課長補佐。2005年総務部参事兼人事課長。2010年総務部長。2012年総合政策部長。
2013年から35年ぶりとなる生え抜きの副知事を務め、福祉行政や、関係機関との調整などにあたった。2017年に退任し、同年公立大学法人宮崎県立看護大学理事長に就任。2018年株式会社宮崎銀行取締役。2023年、瑞宝中綬章受章。